# JEdit
jEdit은 GNU GPL로 공개되어 있는 텍스트 편집기이다. 주로 프로그래머들이 프로그램 소스코드를 작성하기 편하게 만들어져 있다. 자바로 씌여졌으며, 맥 OS X, 마이크로소프트 윈도우, 리눅스를 비롯하여 여러 운영체제에서 사용할 수 있다. 다양한 플러그인이 제공되어 기능을 확장시킬 수 있다. 130여개의 파일형식에 대한 문법 강조가 기본으로 들어가 있으며, 이외의 형식은 XML 파일을 직접 만들어 추가할 수 있다. jEdit은 UTF-8을 비롯한 다양한 문자 인코딩 방식을 지원한다.
jEdit은 BeanShell, Jython, 자바스크립트 등의 스크립트 언어로 매크로를 만들어 기능을 확장시키기 쉬운 장점이 있다.
jEdit의 주 개발자는 Slava Pestov이며, 1998년부터 개발이 이루어져 왔다.

## 같이 보기
- 문서 편집기 목록